# Roland Sallai
Roland Sallai (ur. 22 maja 1997 w Budapeszcie) – węgierski piłkarz grający na pozycji pomocnika w Galatasaray SK oraz w reprezentacji Węgier. Uczestnik Mistrzostw Europy 2020.

## Kariera klubowa
Sallai rozpoczął treningi piłki nożnej w 2003 roku w Diósgyőri VTK. W 2007 trafił do BFC Siófok, a w 2009 został zawodnikiem Felcsút SE. W 2012 przeszedł do Videoton FC, jednakże po roku wrócił do Felcsút SE. W styczniu 2014 trafił do Puskás Akadémia FC. W lipcu 2016 został wypożyczony do US Palermo z opcją pierwokupu. W sierpniu 2017 podpisał czteroletni kontrakt z APOEL FC. W sierpniu 2018 przeszedł do SC Freiburg.

## Kariera reprezentacyjna
Młodzieżowy reprezentant Węgier w kadrach od U-15 do U-21. Z reprezentacją do lat 20 grał na mistrzostwach świata w 2015 roku, na których wystąpił w dwóch meczach: przegranym 1:2 spotkaniu w fazie grupowej z Brazylią oraz w przegranym 1:2 po dogrywce starciu 1/8 finału z Serbią, późniejszym zwycięzcą zawodów.
5 maja 2016 znalazł się w szerokiej kadrze 30 zawodników powołanych na Mistrzostwa Europy 2016. W reprezentacji Węgier zadebiutował 20 maja 2016 w zremisowanym 0:0 meczu z Wybrzeżem Kości Słoniowej.

## Statystyki
| Klub               | Sezon              | Liga                   | Liga  | Liga   | Puchar | Puchar | Puchar Ligi | Puchar Ligi | Europa | Europa | Suma  | Suma   |
| Klub               | Sezon              | Liga                   | Mecze | Bramki | Mecze  | Bramki | Mecze       | Bramki      | Mecze  | Bramki | Mecze | Bramki |
| ------------------ | ------------------ | ---------------------- | ----- | ------ | ------ | ------ | ----------- | ----------- | ------ | ------ | ----- | ------ |
| Puskás Akadémia    | 2013/14            | NB I                   | 0     | 0      | 0      | 0      | 1           | 0           | —      | —      | 1     | 0      |
| Puskás Akadémia    | 2014/15            | NB I                   | 16    | 2      | 3      | 0      | 3           | 1           | —      | —      | 22    | 3      |
| Puskás Akadémia    | 2015/16            | NB I                   | 31    | 1      | 1      | 0      | 0           | 0           | —      | —      | 32    | 1      |
| Puskás Akadémia    | 2017/18            | NB I                   | 1     | 0      | 0      | 0      | 0           | 0           | —      | —      | 1     | 0      |
| Puskás Akadémia    | Ogólnie            | Ogólnie                | 48    | 3      | 4      | 0      | 4           | 1           | —      | —      | 56    | 4      |
| Palermo (loan)     | 2016/17            | Serie A                | 21    | 1      | 1      | 0      | —           | —           | —      | —      | 22    | 1      |
| APOEL              | 2017/18            | Cypriot First Division | 29    | 9      | 4      | 0      | —           | —           | 6      | 0      | 39    | 9      |
| APOEL              | 2018/19            | Cypriot First Division | 0     | 0      | 0      | 0      | —           | —           | 7      | 1      | 7     | 1      |
| APOEL              | Ogólnie            | Ogólnie                | 29    | 9      | 4      | 0      | —           | —           | 13     | 1      | 46    | 10     |
| SC Freiburg        | 2018/19            | Bundesliga             | 10    | 2      | 0      | 0      | —           | —           | —      | —      | 10    | 2      |
| SC Freiburg        | 2019/20            | Bundesliga             | 21    | 2      | 2      | 0      | —           | —           | —      | —      | 23    | 2      |
| SC Freiburg        | 2020/21            | Bundesliga             | 28    | 8      | 1      | 0      | —           | —           | —      | —      | 29    | 8      |
| SC Freiburg        | 2021/22            | Bundesliga             | 31    | 4      | 5      | 1      | —           | —           | —      | —      | 36    | 5      |
| SC Freiburg        | 2022/23            | Bundesliga             | 5     | 0      | 1      | 1      | —           | —           | —      | —      | 6     | 1      |
| SC Freiburg        | Ogólnie            | Ogólnie                | 95    | 16     | 9      | 2      | —           | —           | —      | —      | 104   | 18     |
| Ogólnie w karierze | Ogólnie w karierze | Ogólnie w karierze     | 193   | 29     | 18     | 2      | 4           | 1           | 13     | 1      | 228   | 33     |

## Życie osobiste
Jego ojciec Tibor i wujek Sándor również byli piłkarzami.